# Пети латерански сабор
Пети латерански сабор, који Католичка црква сматра васељенским одржан је у Латеранској палати од 1512. до 1517.
Сазвао га је папа Јулије II 1512. године, као одговор на незадовољство неких кардинала Сабором у Пизи 1511. Јулије II приликом избора за папу 1503. године, обећао је сазвати сабор. Будући, да су године пролазиле, група незадовољника укључујући француског краља Луја XII и светог римског цара Максимилијан I, сазвала је Сабор у Пизи, без папе.
Папа је убрзо Сабор у Пизи прогласио нелегитимним и позвао кардинале, да дођу у Латеранску палату у Риму на Пети латерански сабор. Свечано отварање било је 3. маја 1512. На Сабору је учествовало 15 кардинала, 10 надбискупа и 56 бискупа, опата и генерала многих црквених редова. Од 1513. године, Сабором је пресједовао нови папа Лав X, након смрти Јулија II.
Сабор је санкционисао финансијске институције „Залагаонице“ и договорио већу контролу њиховог дјеловања. Одредио је, да локални бискуп треба одобрити, да ли се нека књига може штампати. Расправљало се о слободи Цркве и достојанству бискупа. Договорен је рат против Турака, за ослобођење Свете земље и осуђуне су злоупотребе црквене дисциплине клера.